# Minouche Shafik
Nemat Talaat Shafik, Nữ Nam tước Shafik xứ Camden và Alexandria (tiếng Ba Tư: نعمت شفيق; sinh ngày 13 tháng 8 năm 1962), còn được biết đến với tên Minouche Shafik, là một nhà kinh tế học gốc Ai Cập và mang hai quốc tịch Anh-Mỹ.
Nữ nam tước hiện giữ chức vụ Chủ tịch và Phó Hiệu trưởng của Trường Kinh tế Luân Đôn kể từ tháng 9 năm 2017. Kể từ ngày 1 tháng 7 năm 2023, bà sẽ đảm nhiệm chức vụ Chủ tịch thứ 20 của Đại học Columbia, trở thành người phụ nữ đầu tiên giữ chức vụ này kể từ khi trường được thành lập vào năm 1754. Bà Shafik cũng là Uỷ viên Hội đồng quản trị của Quỹ Bill & Melinda Gates.
Nữ Nam tước Shafik trước đây từng giữ chức Phó Thống đốc Ngân hàng Anh từ tháng 8 năm 2014 đến tháng 2 năm 2017. Trước đó, bà là Thư ký Thường trực của Bộ Phát triển Quốc tế từ tháng 3 năm 2008 đến tháng 3 năm 2011. Bà cũng từng là Phó Chủ tịch tại Ngân hàng Thế giới và Phó Giám đốc Điều hành của Quỹ Tiền tệ Quốc tế.
Vào tháng 10 năm 2020, bà được bổ nhiệm vào Thượng Nghị viện Vương quốc Anh trên tư cách nghị sĩ không đảng phái. Nữ nam tước Shafik cũng được bầu làm Viện sĩ Viện hàn lâm Anh Quốc vào tháng 7 năm 2021.
Bà tốt nghiệp bằng Cử nhân Kinh tế tại Đại học Massachusetts, bằng Thạc sĩ Khoa học tại Trường Kinh tế Luân Đôn và bằng Tiến sĩ tại Đại học Oxford. Bà đã từng tham gia giảng dạy tại Đại học Georgetown và Đại học Pennsylvania.